# IFAF CEI Interleague 2012
La IFAF CEI Interleague 2012 è stata la 2ª edizione dell'omonimo torneo europeo di football americano, organizzato dalla IFAF Europe. Con i 4 team partecipanti la formula del campionato prevede un girone da cui si qualificano due squadre per la finale.
Ha avuto inizio il 28 aprile e si è conclusa il 7 luglio con la finale vinta per 25-20 dagli ungheresi Nyíregyháza Tigers sui slovacchi Bratislava Monarchs.

## Squadre partecipanti
| Club                | Città       | Stadio | Sponsor ufficiale | Risultato nella stagione 2011              |
| ------------------- | ----------- | ------ | ----------------- | ------------------------------------------ |
| Bratislava Monarchs | Bratislava  |        |                   | Campioni di Slovacchia; semifinalisti ČLAF |
| Budapest Cowboys    | Budapest    |        |                   |                                            |
| Győr Sharks         | Győr        |        |                   | Vincitori IFAF CEI Interleague             |
| Nyíregyháza Tigers  | Nyíregyháza |        |                   | Campioni d'Ungheria                        |

## Stagione regolare

### Calendario

#### 1ª giornata
| 28 aprile 2012 | Nyíregyháza Tigers | 47 – 21 (10-14 10-0 6-0 21-7) | Győr Sharks |  |

#### 2ª giornata
| 12 maggio 2012 | Nyíregyháza Tigers | 30 – 14 (3-0 7-6 7-0 13-8) | Bratislava Monarchs |  |

#### 3ª giornata
| 26 maggio 2012 | Budapest Cowboys | 37 – 40 | Nyíregyháza Tigers |  |

| 26 maggio 2012 | Győr Sharks | 10 – 14 (0-0 0-7 10-0 0-7) | Bratislava Monarchs |  |

#### 4ª giornata
| 9 giugno 2012 | Bratislava Monarchs | 33 – 7 (14-0 0-7 6-0 13-0) | Budapest Cowboys |  |

#### 5ª giornata
| 30 aprile 2012 | Győr Sharks | 17 – 21 (7-7 3-7 0-0 7-7) | Budapest Cowboys |  |

### Classifica
La classifica della regular season è la seguente:
- PCT = percentuale di vittorie, G = partite giocate, V = partite vinte, P = partite perse, PF = punti fatti, PS = punti subiti
- La qualificazione alla finale è indicata in verde

| Pos. | Squadra             | PCT   | G | V | P | PF  | PS |
| ---- | ------------------- | ----- | - | - | - | --- | -- |
| 1    | Nyíregyháza Tigers  | 1.000 | 3 | 3 | 0 | 117 | 72 |
| 2    | Bratislava Monarchs | .667  | 3 | 2 | 1 | 61  | 47 |
| 3    | Budapest Cowboys    | .333  | 3 | 1 | 2 | 65  | 90 |
| 4    | Győr Sharks         | .000  | 3 | 0 | 3 | 48  | 82 |

## Finale II IFAF CEI Interleague
| 7 luglio 2012 | Nyíregyháza Tigers | 25 – 20 | Bratislava Monarchs |  |

## Verdetti
- Nyíregyháza Tigers Campioni CEI Interleague 2012